# Turdus bewsheri
Turdus bewsheri là một loài chim trong họ Turdidae.